# Agualva (Sintra)
Agualva ist ein Ort und eine ehemalige Gemeinde (Freguesia) im portugiesischen Kreis Sintra. Die Gemeinde hatte 35.619 Einwohner (Stand 30. Juni 2011). Agualva ist der größte der vier Teile der Stadt Agualva-Cacém.
Mit der Gebietsreform vom 29. September 2013 wurden die Gemeinden Agualva und Mira Sintra zur neuen Gemeinde União das Freguesias de Agualva e Mira Sintra zusammengeschlossen. Agualva ist Sitz dieser neu gebildeten Gemeinde.

Nationaldenkmal Anta do Carrascal
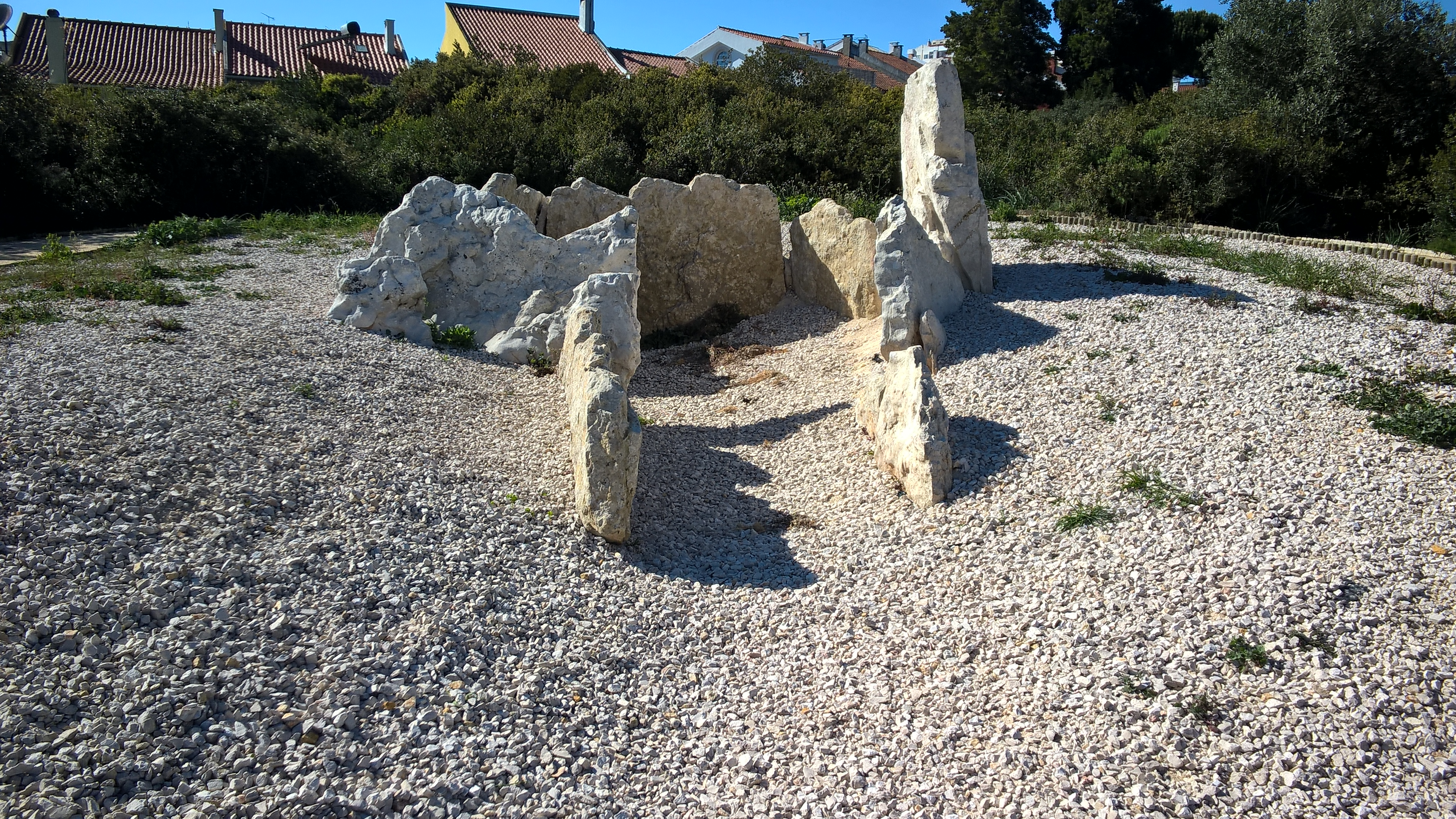
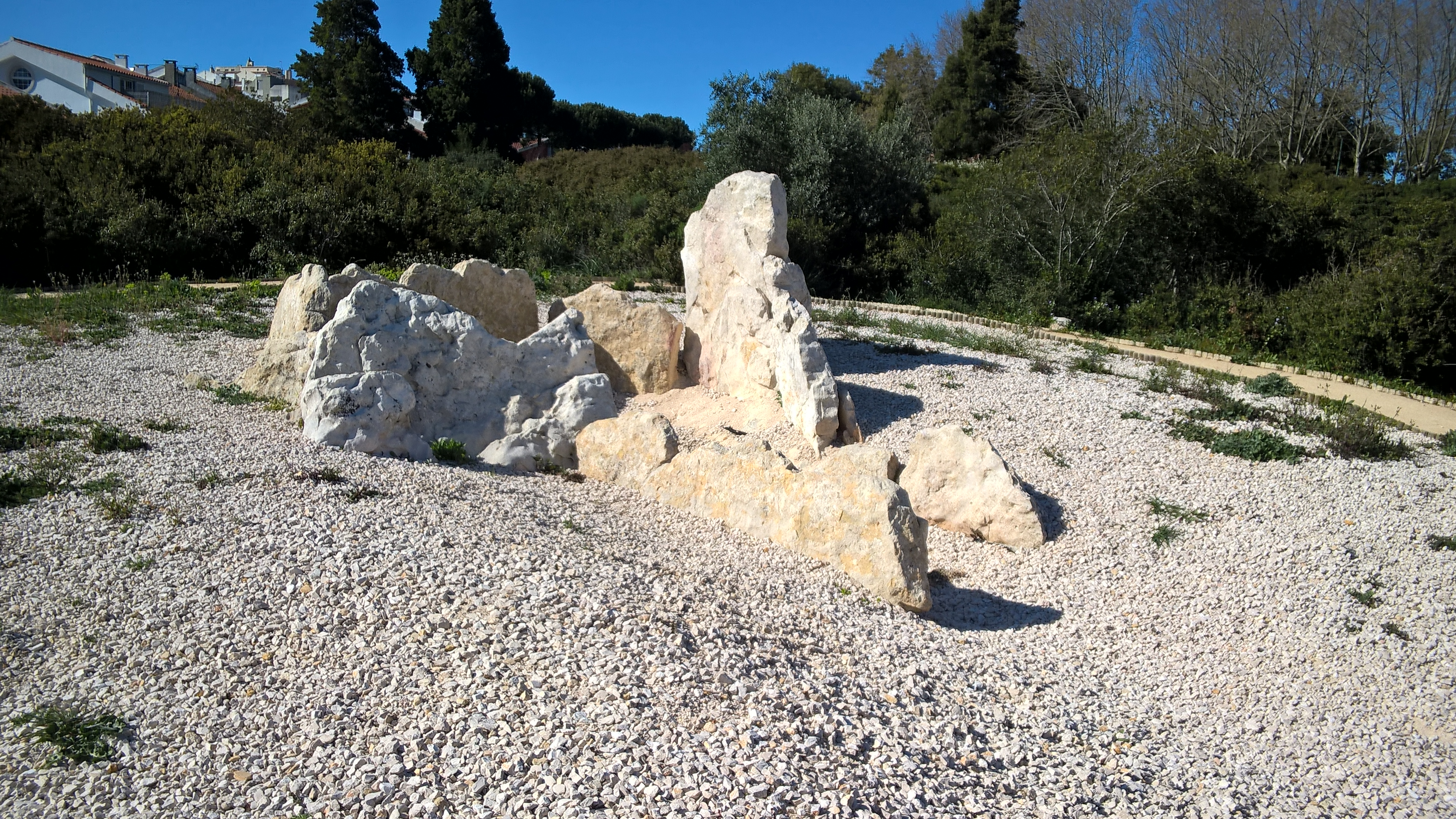
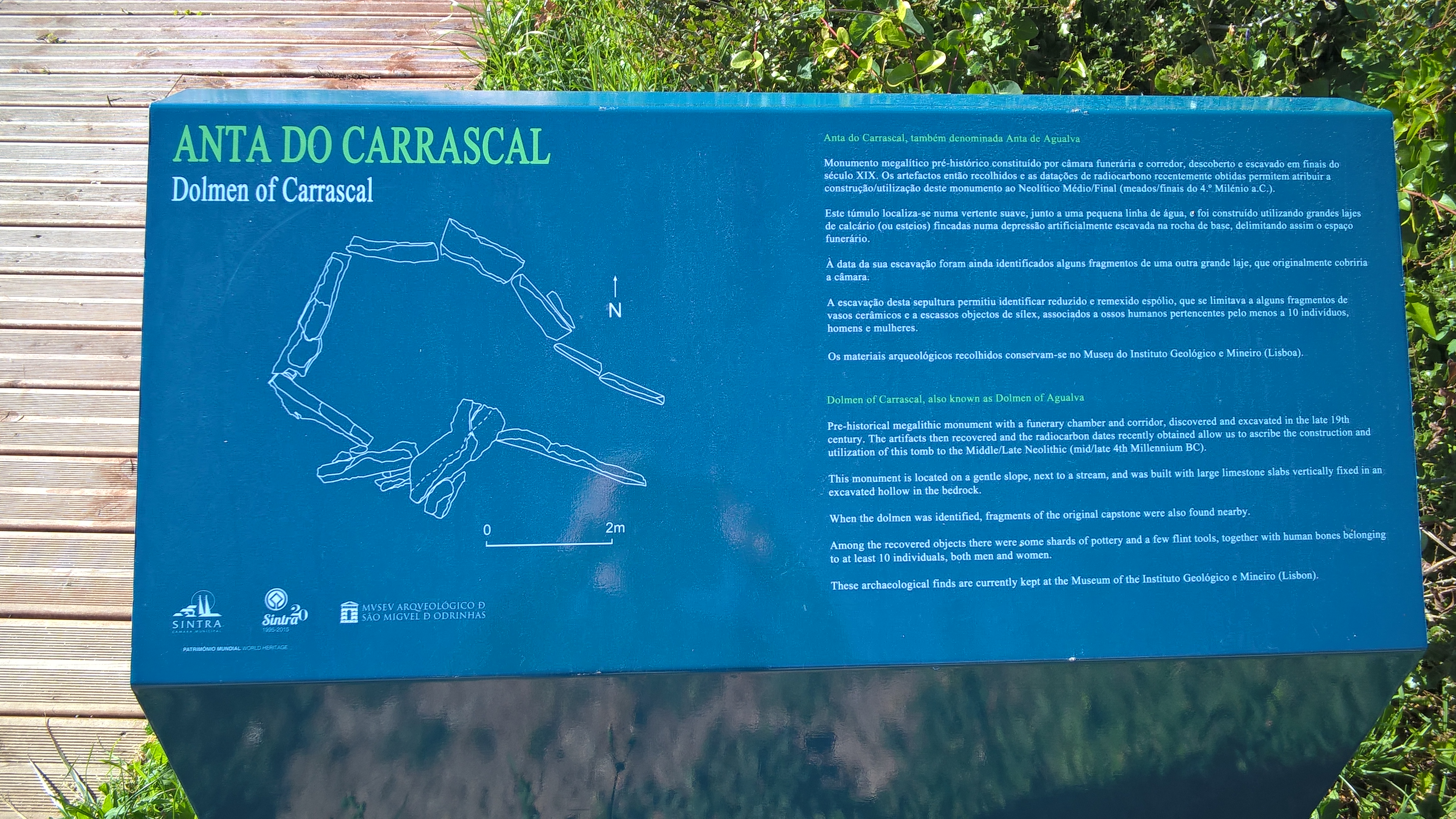
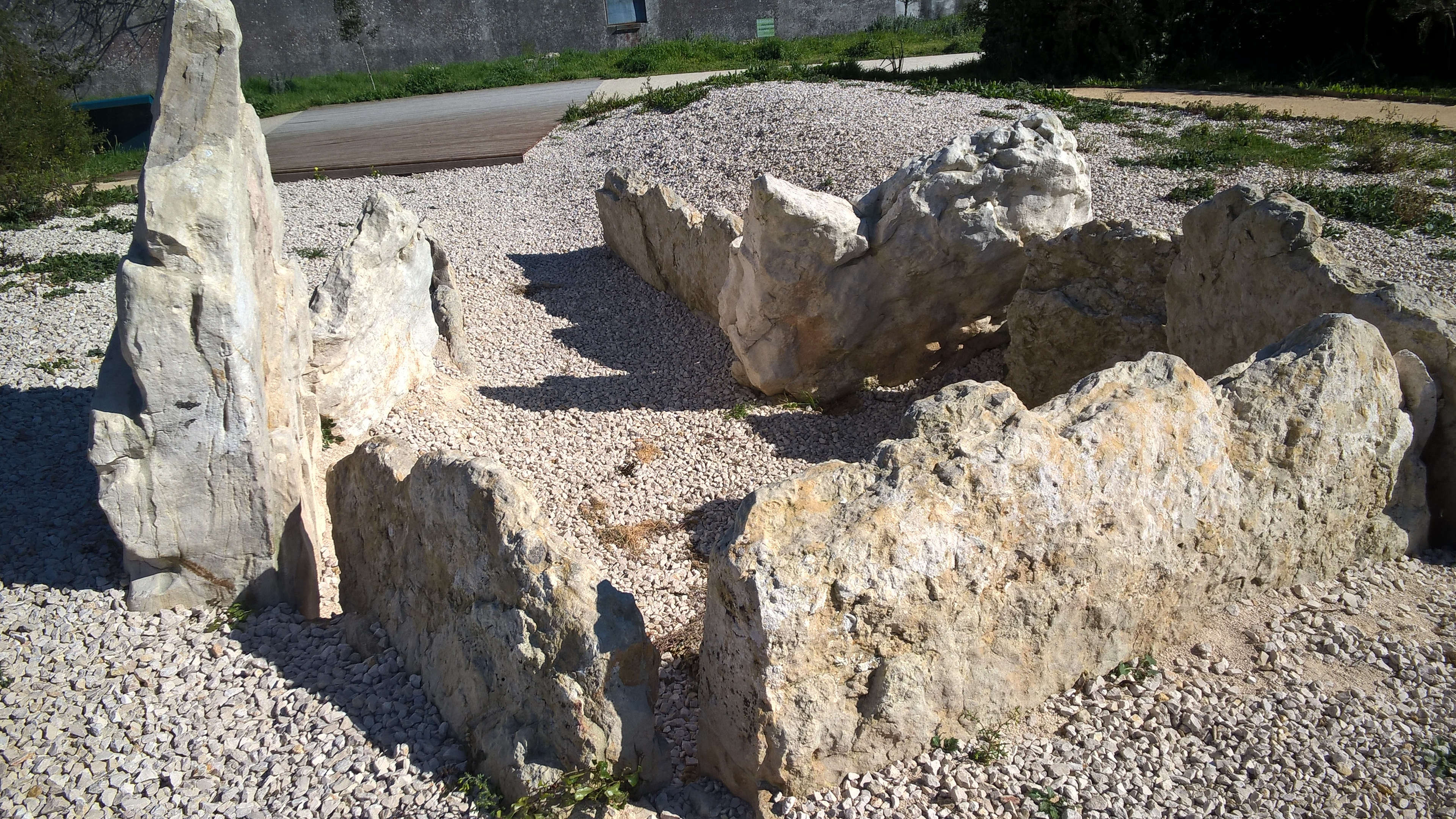